# Nature (grammaire)
Pour les articles homonymes, voir Nature (homonymie).
 (janvier 2016).
 (juillet 2009).
Si vous disposez d'ouvrages ou d'articles de référence ou si vous connaissez des sites web de qualité traitant du thème abordé ici, merci de compléter l'article en donnant les références utiles à sa vérifiabilité et en les liant à la section « Notes et références ».
 (août 2020).
En grammaire, la nature d'un mot regroupe un ensemble d'emplois linguistiques apparentés, permettant des substitutions de nature syntaxique. On peut dire également catégorie grammaticale (Lucien Tesnière) ou lexicale (Charles Bally), classe grammaticale (Jean Dubois), espèce grammaticale (Georges Galichet), ou encore partie du discours en grammaire traditionnelle. La nature d'un mot peut être un trait grammatical intrinsèque de ce mot.
Remarque : en linguistique, tout comme dans d'autres disciplines, les mots « catégorie » ou « classe » ont fréquemment un sens plus large que celui qu'on leur donne en grammaire. Ils peuvent désigner un ensemble d'éléments propres à une spécialité donnée. Par exemple, le genre, le nombre, la personne, etc., qui ne constituent pas des catégories grammaticales, peuvent cependant être parfois considérés comme des catégories linguistiques
Pour illustrer ce qu'est une catégorie grammaticale, prenons par exemple la phrase « Le chat miaule ». Le mot « chat » peut être remplacés par d'autres mots susceptibles de remplir la même fonction syntaxique, en opérant les corrections morphologiques nécessaires, par exemple « le chien », « la trottinette », « Napoléon Ier », « les grains de sable de l'immensité de l'océan ». Ceux-ci appartiennent donc à la même catégorie — le nom, pour cet exemple — et peu importe si certains de ces énoncés sont absurdes (ou bien métaphoriques, poétiques, ou humoristiques), pourvu qu'ils soient acceptables d'un point de vue grammatical et syntaxique. En revanche, on n'aurait pas pu dire, par exemple, « Rapidement miaule » et on en conclut que le mot « rapidement » n'appartient pas à la même catégorie, que le mot « chat ».
On considère généralement que plusieurs mots appartiennent à la même catégorie si, pour une phrase donnée, on peut les substituer mutuellement à condition de respecter les accords et sans modifier les relations syntaxiques de la phrase originelle. Ce type de procédé, utile en grammaire, est appelé commutation.

## Identification de la catégorie
Un dictionnaire indique la catégorie d'un mot (ou éventuellement plusieurs catégories pour un mot), mais dans le discours, les différentes catégories ne sont pas facile à déterminer. Il est fréquent en effet, qu'un mot puisse changer de catégorie selon sa fonction — il semble d'ailleurs que ce soit la fonction qui crée la catégorie, et non l'inverse.
Quelques exemples :
- Diable est un nom, mais dans « Diable ! », ce mot est une interjection.
- Dîner est un verbe, mais dans « Je prépare le dîner », ce verbe devient un nom.
- Fort est un adjectif qualificatif, mais dans « Une personne fort sympathique », ce mot est un adverbe.
- Bien est un adverbe, mais dans « Bien ! », ce mot est une interjection, dans « faire le bien », c'est un nom, dans « des gens bien », c'est un adjectif.

Un changement de catégorie grammaticale est appelé conversion lexicale.

### Nominalisation
La nominalisation est une variété de conversion lexicale qui consiste en un transfert vers le nom depuis n'importe quelle autre catégorie. Elle est particulièrement fréquente.
- Un jeune.

Pour « un homme jeune » (adjectif qualificatif nominalisé).
- Un habitant de cette ville.

Pour « une personne habitant dans cette ville » (participe présent nominalisé).
- Un écrit authentique.

Pour « un document écrit authentique » (participe passé nominalisé).
- Un pouvoir exorbitant.

Pour « une capacité de pouvoir exorbitante » (infinitif nominalisé).
- Je ne supporte plus ses incessants « Pourquoi ci, pourquoi ça ? ».

La phrase « Pourquoi ci, pourquoi ça ? » est nominalisée. Elle est à la fois complément d'objet direct du verbe « supporte », déterminée par le possessif « ses », et complétée par l'épithète antéposée « incessants ».
- Le vert est ma couleur préférée. / La verte est ma préférée [il est question d'une chemise].

L'adjectif qualificatif « vert » est nominalisé ; sa fonction : sujet du verbe « est ». L'adjectif qualificatif « verte » n'est pas nominalisé, il reste donc ce qu'il est ; sa fonction : épithète du nom (sous-entendu) « chemise ».
- Avec des « si », on mettrait Paris dans une bouteille.

Le mot « si » est ordinairement analysé comme une conjonction de subordination. Or il a ici pour fonction d'être complément circonstanciel de moyen du verbe « mettrait ». Étant nominalisé, il est normal qu'en conséquence, il hérite de l'une des fonctions du nom. Il sera donc analysé non pas comme une conjonction mais comme le nom dont il joue le rôle.
Le mot « on » est un pronom mais il peut être substitut du nom.
Selon une autre définition, la nominalisation est une transformation qui convertit une phrase en un syntagme nominal, en l'enchâssant dans une autre phrase, dite « phrase matrice ». Exemple :
- Les ouvriers construisent le pont. Ceci a été retardé. → La construction du pont par les ouvriers a été retardée.

Un nominalisateur est un affixe qui permet la transformation d'un adjectif ou d'un verbe en un nom. Exemples :
- -age (bavarder → bavardage)
- -isme (social → socialisme)

### Critères pour déterminer la catégorie d'un mot
Des critères morphologiques, sémantiques et syntaxiques, sont à notre disposition pour déterminer la catégorie d'un mot.
- Critères morphologiques : par exemple, un mot terminé par -aient nous indique, entre autres choses, qu'il s'agit d'un verbe. Mais à eux seuls, ils restent insuffisants, puisqu'il est le plus souvent difficile de déterminer la catégorie d'un mot isolé en dehors de son contexte — par exemple, « tout », peut être nom, adjectif, pronom, adverbe, « porte » peut être verbe, nom…
- Critères sémantiques : chaque mot nomme un élément de la réalité extralinguistique perçu par l'esprit humain. Alors on distingue les substances, désignées par les noms, les processus, décrits par les verbes, les qualités des objets décrites par les adjectifs, etc.
- Critères syntaxiques : dans la phrase chaque mot accomplit une fonction qui est déterminée par sa nature. Ainsi, seul un adjectif peut être épithète ; mais le nom peut être sujet, complément, etc.

Parfois on y ajoute des critères distributifs qui prévoient l'analyse du contexte linguistique du mot. Ainsi le nom sera précédé d'un déterminant et souvent accompagné d'adjectifs, ou suivi d'une subordonnée relative, etc.
On constate qu'aucun de ces critères n'est suffisant pour déterminer à coup sûr la catégorie d'un mot : ceux-ci doivent donc être utilisés de manière cumulative, et cela suppose que l'on maîtrise un certain nombre de notions de base.

## Classification en catégories
L'étude d'une catégorie donnée n'est pas l'étude de l'ensemble des mots traditionnellement recensés dans cette catégorie, mais celle de l'ensemble des fonctions qui lui sont associées. Une telle étude serait impossible en ce qui concerne les mots pleins. On ne pourrait en effet dresser la liste complète des noms, des verbes, des adjectifs qualificatifs…
La grammaire traditionnelle classe les mots en neuf catégories, appelées également « les parties du discours » : adjectif, adverbe, déterminant, conjonction, interjection, nom, préposition, pronom et verbe.
Cette ancienne classification engendre quelques difficultés. En effet, certaines catégories, quoique théoriquement différentes, sont en réalité très apparentées, alors que d'autres contiennent des sous-catégories réellement distinctes. Par exemple, les adjectifs non qualificatifs sont plus proches des articles que des adjectifs qualificatifs ; ou encore, les conjonctions de subordination sont plus proches des prépositions que des conjonctions de coordination ; etc.
La notion classique de catégorie a donc besoin d'être réaménagée afin d'expliquer les mécanismes de la syntaxe de manière plus cohérente.
L'interjection mise à part — celle-ci étant hors syntaxe il convient de la traiter de façon distincte —, on remarque que certaines catégories de mots appartiennent à des ensembles fermés, dont la liste est plus ou moins figée : ce sont les mots-outils, alors que d'autres appartiennent à des ensembles ouverts, se renouvelant sans cesse : ce sont les mots pleins.
Par ailleurs, alors que certaines classes sont invariables : l'adverbe, la conjonction et la préposition, d'autres au contraire subissent diverses variations morphologiques flexionnelles, selon le genre, le nombre, la fonction, le temps, etc. : l'adjectif, l'article, le nom, le pronom et le verbe.
On peut donc proposer la classification suivante.

### Mots pleins
Les mots pleins ou mots lexicaux sont innombrables et en création continuelle — les ajouts annuels dans le dictionnaire concernent presque exclusivement des mots pleins. Ils peuvent généralement être remplacés par des pronoms. Ils ont un caractère facultatif : par exemple, un adjectif qualificatif épithète peut compléter un nom, mais un nom n'est pas obligatoirement accompagné d'un adjectif qualificatif épithète. Ce qui est mis au premier plan n'est pas tant leur rôle syntaxique que leur rôle sémantique. Ils sont le plus souvent polysémiques — susceptibles de recevoir plusieurs sens —, mais dans un contexte donné, dans un énoncé et une unité syntaxique, ils constituent une unité de sens.
On peut les répartir en deux familles, selon qu'ils sont variables ou invariables.

#### Mots pleins variables
- Le nom : il est polyfonctionnel, puisqu'il peut être sujet ou complément du verbe, du nom ou de l'adjectif, etc.
- Le verbe : il est monofonctionnel, puisqu'il est toujours le noyau d'une phrase verbale et exprime une action ou un état.
- L'adjectif : il est également polyfonctionnel, puisqu'il peut être épithète, apposé ou attribut.

#### Mots pleins invariables
- L'adverbe : il est monofonctionnel, puisqu'il complète toujours, un verbe, un adjectif ou un autre adverbe ; notons toutefois qu'il existe une catégorie d'adverbe, dite adverbe de liaison, pouvant être analysé comme un mot de liaison, et plus précisément comme un coordonnant : aussi, alors, puis, donc, etc.

### Mots-outils
Généralement courts, les mots-outils ou mots grammaticaux sont en nombre limité et il est plus facile d'en dresser des listes qu'en ce qui concerne les mots pleins. Les mots-outils ne sont généralement pas remplaçables par des pronoms, sauf en ce qui concerne le pronom lui-même. Ils ont un caractère obligatoire : par exemple, le déterminant doit introduire le groupe nominal et non pas peut introduire. Du point de vue sémantique, ils sont généralement peu précis : ce qui est mis au premier plan n'est pas tant leur rôle sémantique que leur rôle syntaxique.
On peut également les répartir en deux familles selon qu'ils sont variables ou invariables.

#### Mots-outils variables
- Le déterminant : il est monofonctionnel, puisqu'il annonce, actualise et détermine le nom noyau en se plaçant obligatoirement avant lui — article et adjectif déterminatif.
- Le pronom : il est polyfonctionnel, puisqu'il se substitue à un mot plein en héritant de ses fonctions. Il remplace fréquemment le nom.

Quelques pronoms et déterminants sont cependant invariables. Il s'agit principalement de certains outils exclamatifs et interrogatifs.

#### Mots-outils invariables
- Le mot de liaison : il met en relation les unités syntaxiques entre elles. On distinguera :
  - le coordonnant, mot de liaison de la coordination. Il relie des éléments de statut syntaxique identique : conjonction de coordination et adverbe de liaison ;
  - le subordonnant, mot de liaison de la subordination. Il relie des éléments de statut syntaxique différent : conjonction de subordination, pronom relatif, préposition, subordonnant exclamatif et subordonnant interrogatif.

Quelques mots de liaison sont cependant variables. Il s'agit des pronoms relatifs et de certains subordonnants exclamatifs et interrogatifs.
Le pronom relatif a ceci de particulier qu'il appartient à deux catégories distinctes, celle des pronoms et celles des subordonnants.